# 黎曼-刘维尔积分
 数学上，黎曼-刘维尔积分（Riemann–Liouville integral）将定义域和值域均为实数集的实函数{\displaystyle f:\mathbb {R} \rightarrow \mathbb {R} } 与另一个同类型的函数 Iα f相关联，其中参数 α > 0。该积分是f的重复反导数（原函数）的一种推广形式，当α为正整数值时， Iα f就是f的α阶反导数。黎曼-刘维尔积分以伯恩哈德·黎曼和约瑟夫·刘维尔的名字命名，后者于1832年首次考虑分数微积分的可能性。   当应用于解析函数时，该算符与莱昂哈德·欧拉（Leonhard Euler) 提出的欧拉变换一致。 它被Marcel Riesz推广到任意维度，并引入了Riesz势。该算符也被称为黎曼-刘维尔微分积分（Riemann–Liouville differintegral），微分积分（differintegral）一词体现它是一种微分和积分的联合运算。

## 动机
黎曼-刘维尔积分源自柯西重复积分公式。对于在区间 [a, x] 上连续的函数f ，柯西n重重复积分公式如下
{\displaystyle I^{n}f(x)=f^{(-n)}(x)={\frac {1}{(n-1)!}}\int _{a}^{x}\left(x-t\right)^{n-1}f(t)\,\mathrm {d} t.}
现在，通过用α代替正整数n ，这个公式可以推广到任何正实数，因此我们得到黎曼-刘维尔分数阶积分的定义
{\displaystyle I^{\alpha }f(x)={\frac {1}{\Gamma (\alpha )}}\int _{a}^{x}\left(x-t\right)^{\alpha -1}f(t)\,\mathrm {d} t}

## 定义
黎曼-刘维尔积分定义为
{\displaystyle I^{\alpha }f(x)={\frac {1}{\Gamma (\alpha )}}\int _{a}^{x}f(t)(x-t)^{\alpha -1}\,dt}
其中Γ是伽马函数， a是任意但固定的基点。如果f是局部可积函数，且α是半平面Re(α) > 0中的复数，则积分定义明确。其中对基点a的依赖往往被隐去，体现了积分常数的选取自由。显然， I1 f是f的（一阶）反导数，当α取正整数值时，根据柯西重复积分公式， Iα f是其α阶反导数。另一种强调基点的记法如下：
{\displaystyle {}_{a}D_{x}^{-\alpha }f(x)={\frac {1}{\Gamma (\alpha )}}\int _{a}^{x}f(t)(x-t)^{\alpha -1}\,dt.}
如果a = −∞ ，且对f有适当的限制，上述式子也是适用的。
有以下基本关系成立：
{\displaystyle {\frac {d}{dx}}I^{\alpha +1}f(x)=I^{\alpha }f(x),\quad I^{\alpha }(I^{\beta }f)=I^{\alpha +\beta }f,}
后式表明其具有半群性质。 这些性质不仅使得分数阶积分的定义成为可能，而且通过对Iα f取足够多的导数，还可以定义分数阶微分。

## 特性
对一个确定有界区间(a, b) 。算子Iα将每个可积函数f在(a, b)上与函数Iα f在(a, b)上相关联。根据富比尼定理，函数Iα f也是可积的。因此Iα在L1(a,b)上定义了一个线性算子：
{\displaystyle I^{\alpha }:L^{1}(a,b)\to L^{1}(a,b).}
富比尼定理还表明，该算子关于L1上的Banach 空间结构是连续的，并且以下不等式成立：
{\displaystyle \left\|I^{\alpha }f\right\|_{1}\leq {\frac {|b-a|^{\Re (\alpha )}}{\Re (\alpha )|\Gamma (\alpha )|}}\|f\|_{1}.}
这里‖ · ‖1表示L1(a,b)上的范数。
更一般地，根据赫尔德不等式，如果f ∈ Lp(a, b) ，则Iα f ∈ Lp(a, b)同样成立。下列类似的不等式
{\displaystyle \left\|I^{\alpha }f\right\|_{p}\leq {\frac {|b-a|^{\Re (\alpha )/p}}{\Re (\alpha )|\Gamma (\alpha )|}}\|f\|_{p}}
成立。其中‖ · ‖p是区间(a, b)上的Lp范数。
因此我们有一个有界线性算子Iα : Lp(a, b) → Lp(a, b) 。此外，当参数α沿实轴趋于0，在Lp意义上， Iα f → f。即对于所有p ≥ 1
{\displaystyle \lim _{\alpha \to 0^{+}}\|I^{\alpha }f-f\|_{p}=0}
此外，通过估计I的最大函数，可以证明极限Iα f → f几乎处处逐点成立。
算子Iα在整个实数轴上的局部可积函数集上有明确定义{\displaystyle \mathbb {R} } 。它定义了任意Banach 空间中指数型函数的有界变换{\displaystyle X_{\sigma }=L^{1}(e^{-\sigma |t|}dt)}，由局部可积函数组成，其范数
{\displaystyle \|f\|=\int _{-\infty }^{\infty }|f(t)|e^{-\sigma |t|}\,dt}
是有限的。对于f ∈ Xσ ， Iα f的拉普拉斯变换形式特别简单
{\displaystyle ({\mathcal {L}}I^{\alpha }f)(s)=s^{-\alpha }F(s)}
其中Re(s) > σ 。这里F(s)表示f的拉普拉斯变换，该性质表示Iα是傅里叶乘子。

## 分数阶导数
f的分数阶导数也可以定义为
{\displaystyle {\frac {d^{\alpha }}{dx^{\alpha }}}f\,{\overset {\text{def}}{=}}{\frac {d^{\lceil \alpha \rceil }}{dx^{\lceil \alpha \rceil }}}I^{\lceil \alpha \rceil -\alpha }f}
其中⌈ · ⌉表示上限函数。通过定义
{\displaystyle D_{x}^{\alpha }f(x)={\begin{cases}{\frac {d^{\lceil \alpha \rceil }}{dx^{\lceil \alpha \rceil }}}I^{\lceil \alpha \rceil -\alpha }f(x)&\alpha >0\\f(x)&\alpha =0\\I^{-\alpha }f(x)&\alpha <0.\end{cases}}}
可以得到微分和积分之间的微分积分插值。
1967 年，卡普托 (Caputo) 提出了一种分数阶导数， 由此产生的导数具有与前者不同的性质：这种导数对常数函数求导得到零，更重要的是，拉普拉斯变换的初值项是用该函数的值及其整数阶导数来表示的，而不是像黎曼-刘维尔导数那样用分数阶导数来表示。 以x为基点的 Caputo 分数阶导数为：
{\displaystyle D_{x}^{\alpha }f(y)={\frac {1}{\Gamma (1-\alpha )}}\int _{x}^{y}f'(y-u)(u-x)^{-\alpha }du.}
另一种表示是：
{\displaystyle {}_{a}{\tilde {D}}_{x}^{\alpha }f(x)=I^{\lceil \alpha \rceil -\alpha }\left({\frac {d^{\lceil \alpha \rceil }f}{dx^{\lceil \alpha \rceil }}}\right).}

## 基本幂函数的分数阶导数
假设f(x)是单项式，形式如下：
{\displaystyle f(x)=x^{k}\,.}
一阶导数与通常情形一致：
{\displaystyle f'(x)={\frac {d}{dx}}f(x)=kx^{k-1}\,.}
重复此过程可得到更一般的结果
{\displaystyle {\frac {d^{a}}{dx^{a}}}x^{k}={\dfrac {k!}{(k-a)!}}x^{k-a}\,,}
用伽马函数代替阶乘后，得到
{\displaystyle {\frac {d^{a}}{dx^{a}}}x^{k}={\dfrac {\Gamma (k+1)}{\Gamma (k-a+1)}}x^{k-a},\quad \ k>0.}
对于k = 1和a = 1/2
{\displaystyle {\frac {d^{\frac {1}{2}}}{dx^{\frac {1}{2}}}}x={\frac {\Gamma (1+1)}{\Gamma \left(1-{\frac {1}{2}}+1\right)}}x^{1-{\frac {1}{2}}}={\frac {\Gamma (2)}{\Gamma \left({\frac {3}{2}}\right)}}x^{\frac {1}{2}}={\frac {1}{\frac {\sqrt {\pi }}{2}}}x^{\frac {1}{2}}.}

函数f(x) = x （蓝色曲线）的半导数（紫色曲线）与一阶导数（红色曲线）。

动画显示导数算子在简单幂函数y = x的反导数(α = −1 : y = 1/2x^{2}）和导数(α = +1: y = 1)之间连续来回震荡。

为了证明这就是真正的“半导数”（其中H满足H2f(x) = Df(x) ），我们重复该过程得到：
{\displaystyle {\dfrac {d^{\frac {1}{2}}}{dx^{\frac {1}{2}}}}{\dfrac {2x^{\frac {1}{2}}}{\sqrt {\pi }}}={\frac {2}{\sqrt {\pi }}}{\dfrac {\Gamma (1+{\frac {1}{2}})}{\Gamma ({\frac {1}{2}}-{\frac {1}{2}}+1)}}x^{{\frac {1}{2}}-{\frac {1}{2}}}={\frac {2}{\sqrt {\pi }}}{\frac {\Gamma \left({\frac {3}{2}}\right)}{\Gamma (1)}}x^{0}={\frac {2{\frac {\sqrt {\pi }}{2}}x^{0}}{\sqrt {\pi }}}=1\,,}
（因为{\textstyle \Gamma \!\left({\frac {3}{2}}\right)={\frac {\sqrt {\pi }}{2}}}且Γ(1) = 1 )，这确实是预期的结果
{\displaystyle \left({\frac {d^{\frac {1}{2}}}{dx^{\frac {1}{2}}}}{\frac {d^{\frac {1}{2}}}{dx^{\frac {1}{2}}}}\right)\!x={\frac {d}{dx}}x=1\,.}
对于负整数幂k ，1/ {\textstyle \Gamma }为 0，因此使用以下关系很方便： 
{\displaystyle {\frac {d^{a}}{dx^{a}}}x^{-k}=\left(-1\right)^{a}{\dfrac {\Gamma (k+a)}{\Gamma (k)}}x^{-(k+a)}\quad {\text{ for }}k\geq 0.}
上述微分算子的扩展不仅限于实数幂；它也适用于复数幂。例如， (1 + i)次导数的(1 − i)次导数得出二阶导数。将a设为负值会得到积分。
对于一般函数f(x)且0 < α < 1 ，完全分数阶导数为
{\displaystyle D^{\alpha }f(x)={\frac {1}{\Gamma (1-\alpha )}}{\frac {d}{dx}}\int _{0}^{x}{\frac {f(t)}{\left(x-t\right)^{\alpha }}}\,dt.}
对于任意α，由于伽马函数对于负（实）整数是无限的，因此有必要在进行整数导数之后应用分数阶导数。例如，
{\displaystyle D^{\frac {3}{2}}f(x)=D^{\frac {1}{2}}D^{1}f(x)=D^{\frac {1}{2}}{\frac {d}{dx}}f(x).}

## 拉普拉斯变换
我们也可以通过拉普拉斯变换来解决这个问题。已知
{\displaystyle {\mathcal {L}}\left\{Jf\right\}(s)={\mathcal {L}}\left\{\int _{0}^{t}f(\tau )\,d\tau \right\}(s)={\frac {1}{s}}{\bigl (}{\mathcal {L}}\left\{f\right\}{\bigr )}(s)}
和
{\displaystyle {\mathcal {L}}\left\{J^{2}f\right\}={\frac {1}{s}}{\bigl (}{\mathcal {L}}\left\{Jf\right\}{\bigr )}(s)={\frac {1}{s^{2}}}{\bigl (}{\mathcal {L}}\left\{f\right\}{\bigr )}(s)}
等等，我们断言
{\displaystyle J^{\alpha }f={\mathcal {L}}^{-1}\left\{s^{-\alpha }{\bigl (}{\mathcal {L}}\{f\}{\bigr )}(s)\right\}} 。
例如，
{\displaystyle J^{\alpha }(t^{k})={\mathcal {L}}^{-1}\left\{{\frac {\Gamma (k+1)}{s^{\alpha +k+1}}}\right\}={\frac {\Gamma (k+1)}{\Gamma (\alpha +k+1)}}t^{\alpha +k}}
正如预期的那样。事实上，考虑到卷积规则
{\displaystyle {\mathcal {L}}\{f*g\}={\bigl (}{\mathcal {L}}\{f\}{\bigr )}{\bigl (}{\mathcal {L}}\{g\}{\bigr )}}
并且为了清楚起见，我们将p(x)简写为p(x) = xα − 1，由此可得
{\displaystyle {\begin{aligned}\left(J^{\alpha }f\right)(t)&={\frac {1}{\Gamma (\alpha )}}{\mathcal {L}}^{-1}\left\{{\bigl (}{\mathcal {L}}\{p\}{\bigr )}{\bigl (}{\mathcal {L}}\{f\}{\bigr )}\right\}\\&={\frac {1}{\Gamma (\alpha )}}(p*f)\\&={\frac {1}{\Gamma (\alpha )}}\int _{0}^{t}p(t-\tau )f(\tau )\,d\tau \\&={\frac {1}{\Gamma (\alpha )}}\int _{0}^{t}\left(t-\tau \right)^{\alpha -1}f(\tau )\,d\tau \\\end{aligned}}}
这就是上面柯西推导的式子。
拉普拉斯变换对相对较少的函数起作用，但它们通常对求解分数阶微分方程很有用。